# Parafia Matki Bożej Ostrobramskiej w Szczecinie
Parafia pod wezwaniem Matki Bożej Ostrobramskiej w Szczecinie – parafia rzymskokatolicka należąca do dekanatu Szczecin-Żelechowo, archidiecezji szczecińsko-kamieńskiej, metropolii szczecińsko-kamieńskiej. Została erygowana w 1945. Siedziba parafii mieści się w Szczecinie przy ulicy Ułańskiej.

## Kościół parafialny, kościoły filialne i kaplice
- Kościół pw. Matki Bożej Ostrobramskiej w Szczecinie[1]

- Kaplica pw. św. Wojciecha w Domu Pomocy Społecznej[1] przy ul. Kruczej 17[2] – dla mieszkańców jest dostępna codziennie, w godzinach 7:00-19:00[3].